# Lupercal
Le Lupercal  (de lupa, « louve » en latin) est une grotte située au pied du mont Palatin à Rome, entre le temple d'Apollon Palatin et la basilique Sant'Anastasia al Palatino. Dans la légende de la fondation de Rome, Romulus et Rémus auraient été trouvés dans cette grotte par la louve, qui les aurait alors allaités jusqu'à ce qu'ils soient trouvés par le berger Faustulus. Les prêtres de Lupercus célèbrent par la suite dans cette grotte les Lupercales, dès les premiers jours de Rome jusqu'en 494, année où le pape Gélase Ier a interdit cette pratique.

## Découverte moderne
En janvier 2007 l'archéologue italienne Irene Iacopi annonce qu'elle a probablement découvert la grotte légendaire sous les ruines de la maison de l'empereur romain Auguste, la Domus Livia, sur le Palatin. Les archéologues découvrent une cavité de 15 m de profondeur alors qu'ils sont en train de restaurer le site,.
Le 20 novembre 2007, les premières photos sont dévoilées et montrent le plafond de la grotte qui est incrusté de mosaïques colorées, de pierres ponces et de coquillages. Le centre du plafond contient la représentation d'un aigle blanc, le symbole de l'empire romain durant le règne d'Auguste, le premier empereur romain. Les archéologues sont toujours à la recherche de l'entrée de la grotte.
L'emplacement de la grotte sous la résidence d'Auguste semble significative. Octave, avant qu'il ne devienne empereur, a pensé prendre le nom de Romulus pour indiquer qu'il avait l'intention de fonder à nouveau Rome.

### Controverses
Adriano La Regina (it), les professeurs Fausto Zevi et Henner von Hesberg nient que cette grotte soit le lupercal pour des raisons topographiques et stylistique. Ils pensent que la grotte est en fait un nymphée ou un triclinium souterrain de l’époque de Néron.